# Darney (cràter)

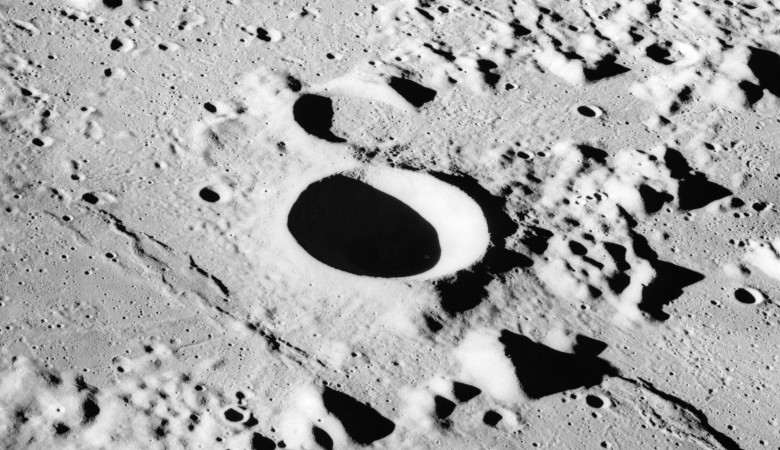
Fotografia de la missió Apol·lo 16

Darney és un petit cràter d'impacte que es troba a la regió de la Lluna on el Mare Nubium s'uneix al Oceanus Procellarum. Al sud es troba el cràter inundat de lava Lubiniezky. El bord sud de Darney s'uneix a una sèrie de crestes baixes que s'estenen cap al sud-oest.
Es tracta d'un element en forma de bol amb una petita plataforma interior al punt mitjà, limitada per les parets internes inclinades. El cràter té una albedo relativament alta en comparació amb la del mare lunar més fosc que l'envolta. Es troba al centre d'un petit sistema de marques radials que s'estén al llarg de 110 quilòmetres.

## Cràters satèl·lit
Per convenció aquests elements són identificats en els mapes lunars posant la lletra en el costat del punt mitjà del cràter que està més prop de Darney.
|        | \| Darney \| Coordenades \| Diàmetre \| \| ------ \| ------------------------------------ \| -------- \| \| B \| 14° 48′ S, 26° 24′ O / 14.8°S,26.4°O \| 4 km \| \| C \| 14° 06′ S, 26° 00′ O / 14.1°S,26.0°O \| 13 km \| \| D \| 14° 30′ S, 27° 00′ O / 14.5°S,27.0°O \| 6 km \| \| E \| 12° 24′ S, 25° 24′ O / 12.4°S,25.4°O \| 4 km \| \| F \| 13° 18′ S, 26° 24′ O / 13.3°S,26.4°O \| 4 km \| \| J \| 14° 18′ S, 21° 24′ O / 14.3°S,21.4°O \| 7 km \| |          |
| Darney | Coordenades | Diàmetre |
| B      | 14° 48′ S, 26° 24′ O / 14.8°S,26.4°O | 4 km     |
| C      | 14° 06′ S, 26° 00′ O / 14.1°S,26.0°O | 13 km    |
| D      | 14° 30′ S, 27° 00′ O / 14.5°S,27.0°O | 6 km     |
| E      | 12° 24′ S, 25° 24′ O / 12.4°S,25.4°O | 4 km     |
| F      | 13° 18′ S, 26° 24′ O / 13.3°S,26.4°O | 4 km     |
| J      | 14° 18′ S, 21° 24′ O / 14.3°S,21.4°O | 7 km     |